# Український центр сприяння розвитку публічно-приватного партнерства
Український центр сприяння розвитку публічно-приватного партнерства — непідприємницька організація, заснована віце-президентом Національної Академії наук України, академіком Валерієм Гейцем у 2010.

## Мета
Мета створення Центру
- сприяння розвитку публічно-приватного партнерства для реалізації суспільно значущих інфраструктурних проектів;
- активізація використання науково-технічного потенціалу та інноваційних технологій для розв’язання завдань модернізації систем життєзабезпечення;
- сприяння підвищенню інвестиційної привабливості української економіки та її регіонів.

## Ключові люди
- Запатріна Ірина Вікторівна, Голова Правління